# Temporal en la isla de Madeira de 2010

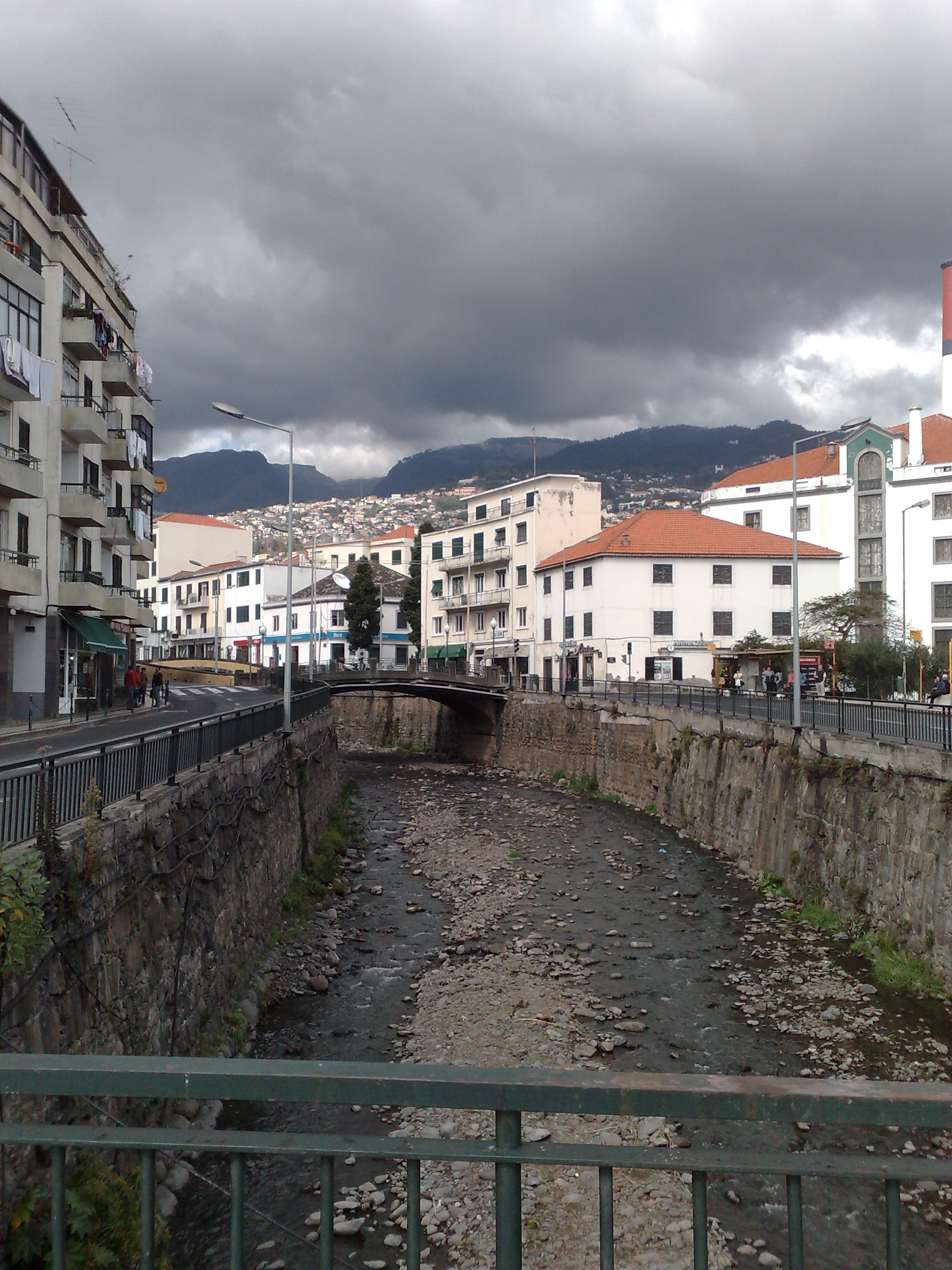
La ría de Santa Luzia, en Funchal (en la imagen en un día en calma), se desbordó y parte de sus puentes y ríos se derrumbaron, produciendo grandes daños. Parte del puente de Cidrón (Cidrão, en el fondo de la imagen) fue arrastrado por las aguas de la ría.

El temporal de la Isla de Madeira en 2010 fue una secuencia de acontecimientos iniciados por una fuerte precipitación durante la madrugada del día 20 de febrero, seguida por una subida del nivel del mar. Estos acontecimiento produjeron inundaciones y derrumbes a lo largo de la costa de la isla, en especial en la parte sur.
El origen del fenómeno es un sistema frontal de fuerte actividad asociada a una depresión que se desplazó desde las Azores, según el Instituto de Meteorología portugués. El choque de una masa de aire polar con una tropical dio origen a un frente que unido a la elevada temperatura del agua del océano aceleraron la condensación, produciendo una precipitación extremadamente elevada en un corto espacio de tiempo. La orografía de la isla contribuyó en el aumento de los efectos de la catástrofe.
A consecuencia de la misma la parte baja de la ciudad de Funchal se inundó y la circulación viaria quedó impedida por piedras y troncos arrastrados por los arroyos. En la freguesia de Monte, la capilla de Nossa Senhora da Conceição, en el Largo das Babosas, fue destruida por la fuerza de las aguas junto con alguna de las residencias aledañas. Algunos vecinos consiguieron salvar la imagen de la virgen y varios ornamentos. 
A fecha de la tarde del día 22 han sido confirmadas 48 víctimas mortales, 120 heridos, 32 desaparecidos y 240 desalojados. Al número de fallecidos ya confirmado se le debe sumar más víctimas que se sabe que existe en Curral das Freiras, el cual continúa aislado, dependiendo los vecinos de equipos de socorro organizados localmente. Son evidentes las señales de destrucción provocadas por las avenidas, como en las zonas altas del concejo de Funchal y también en el concejo de  Ribeira Brava al ser los más afectados.
La cantidad de agua que cayó el día 20 de febrero de 2010 sobre la isla de Madeira, en particular sobre el Pico de Arieiro fue la más alta registrada jamás en Portugal. En esta cumbre, la segunda más alta de la isla, se registraron 185 litros por metro cuadrado, cuando los valores más altos registrados hasta la fecha en Portugal no llegaban a los 120. En Funchal, con una media anual de 750 l/m² (250 en invierno) registró en pocas 114 l/m² de precipitaciones.

## Salvamento, limpieza y apoyo a las víctimas
En algunas zonas de Funchal y sus inmediaciones la acumulación de barro sobrepasa los cinco metros de altura y en otras sólo deja ver los techos de vehículos y casas sepultadas
El elevado número de víctimas transformó este evento en la peor catástrofe de la historia de Madeira en más de dos siglos. El gobierno nacional de Portugal sopesa activar el estado de emergencia. El gobierno autónomo de la región está coordinando los esfuerzos de salvamento, limpieza y realojo de los centenares de desalojados.
Rui Pereira, Ministro de administración interna de Portugal (equivalente y anteriormente llamado ministerio del interior) anunció la llegada a la zona de nuevos equipos de socorro el día 21 que incluyen seis buceadores de la Fuerza Especial de Bomberos para ayudar en la búsqueda de cadáveres perdidos en el mar, y cinco médicos del Instituto de Medicina Legal para auxiliar en las autopsias. También está previsto el envío de puentes militares y de un cuerpo de 15 elementos de las Fuerzas Armadas Portuguesas, con vista a restablecer las comunicaciones viarias en los lugares afectados. La fragata Côrte-Real está de camino al archipiélago de Madeira con medios hummanos y materiales para auxiliar en las búsquedas. 
El primer ministro portugués, José Sócrates se desplazó en la noche del día 20 a Funchal en una visita de solidaridad. El presidente de la república, Aníbal Cavaco Silva, expresó igualmente sus condolencias afirmando su intención de visitar en breve la zona afectada.

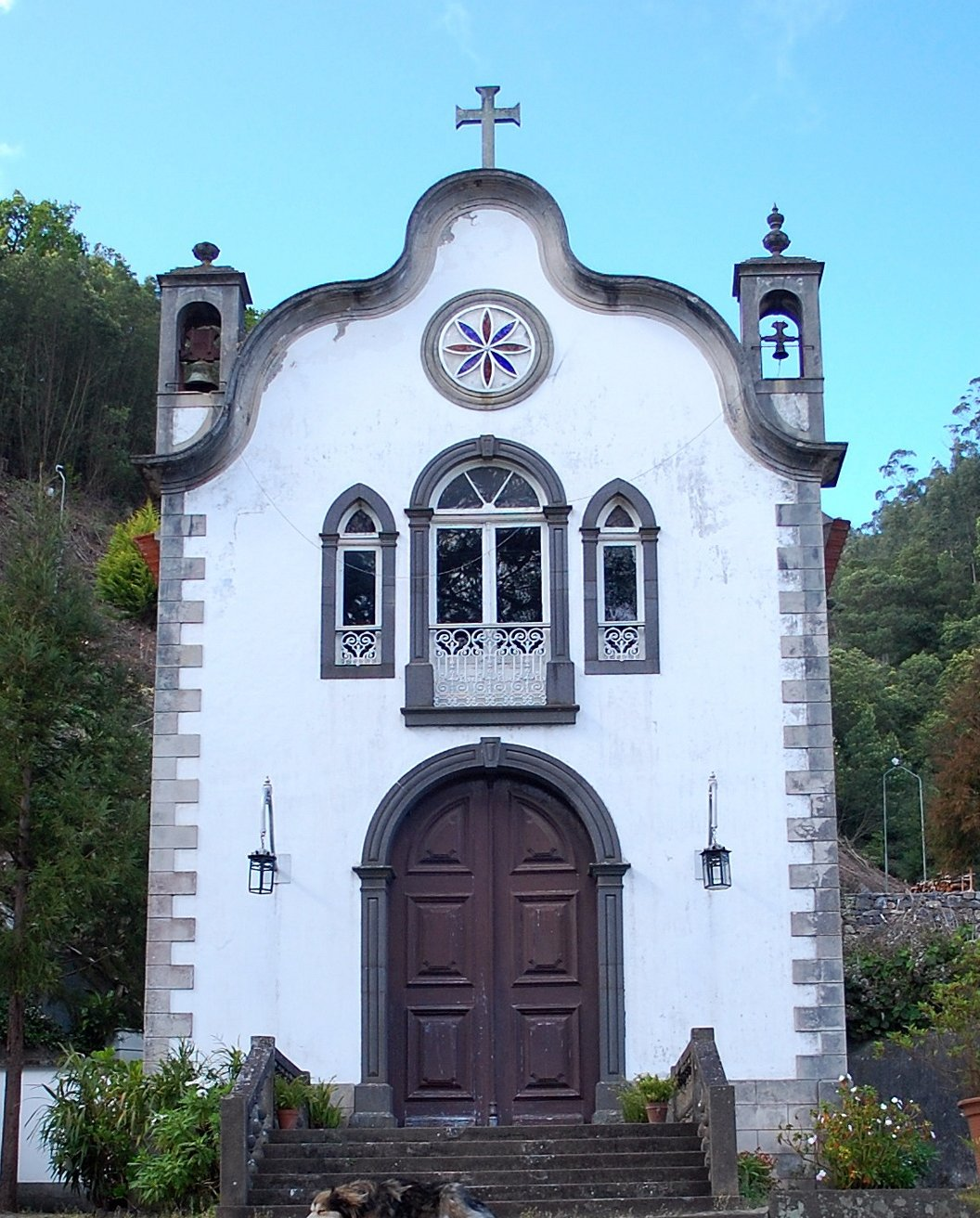
Capilla de A Nossa Senhora da Conceição, localizada en Babosas, Monte, fue completamente destruida por la fuerza de las aguas.

## Urbanismo descontrolado
La tragedia que vive  Madeira no es sólo resultado de las intensas lluvias que cayeron sobre la isla en apenas unas horas. Expertos y ecologistas defienden que el modelo de urbanización acelerada puesto en marcha hace tres décadas ha sido también una de las razones, sino la más importante, del desastre. 
Cerca de las vías de circulación periféricas, existen muchos servicios como centros de salud, cuarteles de bomberos y otros edificios públicos y privados. Todo situado en zonas de riesgo que se encuentran muy cerca de los ríos”, explica un ecologista.
La construcción masiva de edificios y carreteras cerca de los ríos ha provocado la impermeabilización de los suelos impidiendo que el agua fluya con normalidad. Para los expertos habrá que invertir mucho dinero para prevenir este tipo de tragedias en el futuro. 
“En el pasado había muchos bosques en la parte alta de Madeira. Esos bosques tenían una función muy importante puesto que retenían el agua. Es necesario establecer zonas protegidas y respetar el lecho de los ríos para poder prevenir situaciones como ésta, incluso a veces sería necesario elevar las barreras”, afirma un experto.